# Kristen Nygaard
Kristen Nygaard, född den 27 augusti 1926 i Oslo, död där den 10 augusti 2002, var en norsk matematiker, professor i informatik vid Universitetet i Oslo från 1977. Tillsammans med Ole-Johan Dahl utvecklade han på 1960-talet programmeringsspråket Simula och lade därigenom grunden för modern objektorienterad programmering. För detta blev de båda tilldelade Turingpriset 2001 och John von Neumann-medaljen 2002.
Nygaard var också initiativtagare till och ledare av Opplysningsutvalget om Norge og EF från 1988, och ledare i Nei til EF (från 1994 Nei til EU) 1990–1995.